# ینی وولین
ینی وولین (انگلیسی: Jennie Wåhlin؛ زادهٔ ۲۶ نوامبر ۱۹۹۷) ورزشکار کرلینگ اهل سوئد است.